# Berowra Valley Regional Park
Berowra Valley Regional Park är en park i Australien. Den ligger i delstaten New South Wales, i den sydöstra delen av landet, omkring 22 kilometer nordväst om delstatshuvudstaden Sydney.
Runt Berowra Valley Regional Park är det mycket tätbefolkat, med 1 463 invånare per kvadratkilometer.. Närmaste större samhälle är Blacktown, omkring 19 kilometer sydväst om Berowra Valley Regional Park. 
Runt Berowra Valley Regional Park är det i huvudsak tätbebyggt. Genomsnittlig årsnederbörd är 1 380 millimeter. Den regnigaste månaden är februari, med i genomsnitt 200 mm nederbörd, och den torraste är juli, med 36 mm nederbörd.